# João Tenório
João Evangelista da Costa Tenório (Atalaia, 25 de outubro de 1943) é um empresário e político brasileiro.
João Tenório é formado em Engenharia Química pela Universidade Federal de Pernambuco, é usineiro e proprietário da TV Pajuçara em Alagoas. Presidiu o Sindicato da Indústria do Açúcar e do Álcool e a Associação dos Produtores de Açúcar em Alagoas.
Primeiro suplente do senador e cunhado Teotônio Vilela Filho, ocupou a vaga em caráter definitivo quando Teotônio renunciou para assumir o governo de Alagoas. É sobrinho do ex-senador alagoano Nelson Tenório de Oliveira.